# Leiosella
Leiosella é um gênero de esponja marinha da família Spongiidae.

## Espécies
- Leiosella arbuscula (Lendenfeld, 1889)
- Leiosella caliculata Lendenfeld, 1889
- Leiosella elegans Lendenfeld, 1889
- Leiosella flabellum Lendenfeld, 1889
- Leiosella foliacea Lendenfeld, 1889
- Leiosella idia de Laubenfels, 1932
- Leiosella levis (Lendenfeld, 1885)
- Leiosella ramosa Bergquist, 1995
- Leiosella silicata (Lendenfeld, 1885)